# Floresta Nacional Itaituba I
A Floresta Nacional Itaituba I (FLONA Itaituba I) é uma Unidade de Conservação de uso sustentável da natureza, do tipo Floresta Nacional. Localizada no Estado do Pará, possui uma área de 212.329,00 de hectares e instância federal como a responsável pela sua organização .
Criada em 1998 pelo Decreto 2.481, possui como objetivo principal o manejo de uso múltiplo e de forma sustentável dos recursos naturais renováveis, bem como previsto para Unidades de Conservação de Uso Sustentável. A Flona, no entanto, busca atingir a manutenção da biodiversidade, a proteção dos recursos hídricos, a recuperação de áreas degradadas, a educação florestal e ambiental e a manutenção de amostras do ecossistema amazônico. Como forma de ordenar o desenvolvimento sustentável dos recursos naturais das áreas limítrofes à Floresta Nacional, conta com o Plano de Manejo, aprovado em 2014 .
Com a jurisdição legal à Amazônia Legal, a Flona encontra-se situada nos municípios de Trairão e Itaituba, representando, respectivamente, da 55,39% e 44,61% da área dos municípios .

### Fitofisionomia
Excluindo-se os cursos da água, a Flona possui 68,26% de sua área caracterizada por Floresta Ombrófila Densa, e 31,74% por Floresta Ombrófila Aberta .

### Bioma
A Floresta Nacional Itaituba I está inserida totalmente no bioma amazônico .

### Bacias hidrográficas
A Floresta Nacional Itaituba I ecnotra-se também, totalmente na bacia hidrográfica do Tapajós. Conta com acesso fluvial pelo Rio Tapajós e seus afluentes, principalmente o Rio Jamanxim. .

### Gestão
Criado em 2009, o conselho é consultivo e trabalha junto ao órgão gestor (ICMBIO) Instituto Chico Mendes de Conservação da Biodiversidade .
Por conta de ser uma Floresta Nacional, o local conta com exploração e revenda de produtos madeireiros e não-madeireiros. Também, possui convênios com entidades vinculadas com o IBAMA, visando a maior proteção e o manejo futuro dos recursos naturais renováveis da Floresta .
Como desafio principal da manutenção de sua biodiversidade, a Flona de Itaituba I está sobre a influência de dois importantes eixos rodoviários, a BR-163/PA e a BR-230, e ainda da hidrovia do Tapajós-Teles Pires. Por conta isso, sofre com o desmatamento em seu entorno, bem como por acessos facilitados de pessoas transitando locais de sua zona de amortecimento .
Por conta de seus desafios de gestão e conservação, o ICMBio junto ao governo Estadual, estabeleceu ações da operação Tolerância Zero, como forma de coibir o desmatamento florestal ilegal. Dentro da Estratégia de Combate ao Desmatamento Ilegal, que inclui ações como a regularização fundiária e o zoneamento econômico-ecológico, o Plano busca e já realizou ações com apoio do sensoriamento remoto contra o garimpo ilegal dentro da Unidade de Consrvação, as quais eram sustentadas por extrações de minério .